# Willem Dolleman
Willem Frederik Dolleman (Gorssel, 29 juli 1894 - Kamp Amersfoort, 13 april 1942) was een Nederlandse revolutionair-socialist.

## Biografie
Voor de Tweede Wereldoorlog had Dolleman zich al verdienstelijk gemaakt bij de revolutionair-socialistische beweging. Sinds 1912 was hij lid van de Sociaal-Democratische Partij en in 1914 werd hij landelijk voorzitter van de socialistische jeugdorganisatie De Zaaier. Bij deze organisatie ontmoette hij Meta Mater, zijn latere echtgenote. 
Hij was ook ongeveer zeven jaar secretaris van de Haagse afdeling van de CPN maar verliet de partij in 1927. Hij werd een van de oprichters van de Revolutionair Socialistisch Verbond (RSV), de voorloper van de Revolutionair Socialistische Partij (RSP), die in 1929 werd opgericht. De RSP ging in 1935 samen met de Onafhankelijke Socialistische Partij (OSP), die samen doorgingen onder de naam Revolutionair-Socialistische Arbeiderspartij (RSAP). 
Willem Dolleman was bestuurslid van de RSAP toen die op 14 mei 1940 werd opgeheven. Daarna richtte hij het MLL-front op, samen met Henk Sneevliet en Abraham Menist. Hij werd penningmeester en hield zich bezig met het schrijven van propaganda.  
Dolleman werd op 2 maart 1942 gearresteerd en in Amsterdam berecht. Het gratieverzoek werd afgewezen en op 13 april werd hij, samen met Jan Edel, Jan Koeslag, Ab Menist, Jan Schriefer, Henk Sneevliet en Rein Witteveen, allen leden van het MLL-front, geëxecuteerd. Cor Gerritsen had zich een dag daarvoor in de gevangenis opgehangen. Op 10 november 1945 werden de stoffelijke overschotten op het crematorium te Velsen gecremeerd. Een monument, waarin hun urnen zijn bijgezet, werd in 1946 onthuld en herinnert aan deze mannen.

## Familie
Willem Dolleman was de zoon van Albert Gerhard Dolleman en Janna Langenkamp. Hij woonde tot 1897 in zijn geboorteplaats Gorssel, waarna hij met zijn ouders  naar Den Haag verhuisde. Zijn zusje overleed in 1915 op 11-jarige leeftijd aan tuberculose. Na zijn lagere school werd hij bakkersknecht en later bakker, net als zijn vader. Hij kreeg met Meta Mater drie zonen.
- Biografisch Portaal: 90031141
- International Standard Name Identifier: 0000 0003 9240 9083
- Nederlandse Thesaurus van Auteursnamen: 074135554
- Virtual International Authority File: 286435694
- WorldCat: E39PBJcGkXR8tKBbHp9gRyTbVC